# Municipio de Fomento
Municipio de Fomento är en kommun i Kuba.   Den ligger i provinsen Provincia de Sancti Spíritus, i den centrala delen av landet, 300 km öster om huvudstaden Havanna. Antalet invånare är 33 528. Arean är 471 kvadratkilometer.
Terrängen i Municipio de Fomento är platt åt nordost, men åt sydväst är den kuperad.